# U-221
| U-221                      | U-221                                                          | U-221                                                          |
| -------------------------- | -------------------------------------------------------------- | -------------------------------------------------------------- |
|                            |                                                                |                                                                |
|                            |                                                                |                                                                |
|                            |                                                                |                                                                |
| Під прапором               | Третій рейх                                                    | Третій рейх                                                    |
| Спуск на воду              | 14 березня 1942 року                                           | 14 березня 1942 року                                           |
| Виведений зі складу флоту  | 27 вересня 1943 року                                           | 27 вересня 1943 року                                           |
| Сучасний статус            | затоплений                                                     | затоплений                                                     |
| Проєкт                     |                                                                |                                                                |
| Тип ПЧ                     | Торпедний ДПЧ                                                  | Торпедний ДПЧ                                                  |
| Основні характеристики     |                                                                |                                                                |
| Швидкість (надводна)       | 17,7 вузла                                                     | 17,7 вузла                                                     |
| Швидкість (підводна)       | 7,6 вузла                                                      | 7,6 вузла                                                      |
| Робоча глибина занурення   | 100 м                                                          | 100 м                                                          |
| Гранична глибина занурення | 220 м                                                          | 220 м                                                          |
| Екіпаж                     | 44 особи                                                       | 44 особи                                                       |
| Розміри                    |                                                                |                                                                |
| Довжина найбільша (по КВЛ) | 67,1 м                                                         | 67,1 м                                                         |
| Ширина корпусу найб.       | 6,2 м                                                          | 6,2 м                                                          |
| Висота                     | 9,6 м                                                          | 9,6 м                                                          |
| Середня осадка (по КВЛ)    | 4,70 м                                                         | 4,70 м                                                         |
| Водотоннажність надводна   | 769 т                                                          | 769 т                                                          |
| Озброєння                  |                                                                |                                                                |
| Артилерія                  | одна палубна гармата калібру 88-мм, одна 20-мм зенітна гармата | одна палубна гармата калібру 88-мм, одна 20-мм зенітна гармата |
| Торпедно- мінне озброєння  | 4 носових і один кормовий ТА. 14 торпед або 26 мін             | 4 носових і один кормовий ТА. 14 торпед або 26 мін             |

U-221 — німецький підводний човен типу VIIC, часів Другої світової війни.
Замовлення на будівництво човна було віддане 15 серпня 1940 року. Човен заклали на верфі суднобудівної компанії «F. Krupp Germaniawerft AG» у місті Кіль 16 червня 1941 року під заводським номером 651, спущений на воду 14 березня 1942 року, 9 травня 1942 року увійшов до складу 5-ї флотилії. Також за час служби входив до складу 7-ї флотилії. Єдиним командиром човна був капітан-лейтенант Ганс-Гартвіг Троєр.
Човен зробив 5 бойових походів, у яких потопив 11 та пошкодив 1 судно.
Потоплений 27 вересня 1943 року в Північній Атлантиці південно-західніше Ірландії (47°00′ пн. ш. 18°00′ зх. д. / 47.000° пн. ш. 18.000° зх. д.) глибинними бомбами британського бомбардувальника Галіфакс. Усі 50 членів екіпажу загинули.

## Потоплені та пошкоджені кораблі[3]
| Назва                | Тип            | Належність      | Дата            | Тоннаж (БРТ) | Вантаж                                                                  | Статус     | Місце                                                       |
| Fagersten            | вантажне судно | Норвегія        | 13 жовтня 1942  | 2 342        | 944 норми деревини та 651 т сталі                                       | потоплено  | 53°05′ пн. ш. 44°06′ зх. д. / 53.083° пн. ш. 44.100° зх. д. |
| Ashworth             | вантажне судно | Велика Британія | 13 жовтня 1942  | 5 227        | 7 300 т бокситів                                                        | потоплено  | 53°05′ пн. ш. 44°06′ зх. д. / 53.083° пн. ш. 44.100° зх. д. |
| Senta                | вантажне судно | Норвегія        | 13 жовтня 1942  | 3 785        | 4 031 т деревної маси та 1106 т сталі                                   | потоплено  | 53°00′ пн. ш. 44°00′ зх. д. / 53.000° пн. ш. 44.000° зх. д. |
| Susana               | вантажне судно | США             | 14 жовтня 1942  | 5 929        | Генеральні вантажі, включно з цінними речами та поштою                  | потоплено  | 53°41′ пн. ш. 41°23′ зх. д. / 53.683° пн. ш. 41.383° зх. д. |
| Southern Express     | вантажне судно | Велика Британія | 14 жовтня 1942  | 12 398       | 11 700 т палива та 21 десантний катер на палубі                         | потоплено  | 53°40′ пн. ш. 40°40′ зх. д. / 53.667° пн. ш. 40.667° зх. д. |
| Jamaica              | вантажне судно | Норвегія        | 7 березня 1943  | 3 015        | Баласт                                                                  | потоплено  | 48°00′ пн. ш. 23°30′ зх. д. / 48.000° пн. ш. 23.500° зх. д. |
| Tucurinca            | вантажне судно | Велика Британія | 10 березня 1943 | 5 412        | 4 000 т генеральних вантажів, включно з продуктами харчування та поштою | потоплено  | 51°00′ пн. ш. 30°10′ зх. д. / 51.000° пн. ш. 30.167° зх. д. |
| Andrea F. Luckenbach | вантажне судно | США             | 10 березня 1943 | 6 565        | 11 600 т військогово обладнання та вибухівки                            | потоплено  | 51°20′ пн. ш. 29°29′ зх. д. / 51.333° пн. ш. 29.483° зх. д. |
| Lawton B. Evans      | вантажне судно | США             | 10 березня 1943 | 7 197        |                                                                         | пошкоджено | 51°20′ пн. ш. 29°25′ зх. д. / 51.333° пн. ш. 29.417° зх. д. |
| Walter Q. Gresham    | вантажне судно | США             | 18 березня 1943 | 7 191        | 10 000 т генеральних вантажів, включно з сухим молоком та цукром        | потоплено  | 53°25′ пн. ш. 28°05′ зх. д. / 53.417° пн. ш. 28.083° зх. д. |
| Canadian Star        | вантажне судно | Велика Британія | 18 березня 1943 | 8 293        | 7 809 т заморожених вантажів, включно з м'ясом, сиром та маслом         | потоплено  | 53°24′ пн. ш. 28°34′ зх. д. / 53.400° пн. ш. 28.567° зх. д. |
| Sandanger            | танкер         | Норвегія        | 12 травня 1943  | 9 432        | 7 000 т бензину та 7 000 т парафіну                                     | потоплено  | 46°00′ пн. ш. 21°00′ зх. д. / 46.000° пн. ш. 21.000° зх. д. |